# Détrompez-vous
Détrompez-vous è un film del 2007 diretto da Bruno Dega.

## Trama
Lionel, un ginecologo di successo, si gode una vita pacifica e felice con la bella moglie Lisa e il loro adorabile figlioletto. Quello che l'uomo non può immaginare è che quest'ultima ha un'appassionata storia d'amore con Thomas la cui moglie - Carole, un'illustratrice di libri per bambini - casualmente prende un appuntamento per una visita nello studio di Lionel. Appena i due traditi si incontrano, scoprono che c'è qualcosa che non va e decidono di ingegnarsi per cercare in ogni modo di salvare i rispettivi matrimoni.

## Produzione
Il film è stato girato tra Lione, dove le riprese sono iniziate il 2 ottobre 2006, e l'isola di Cavallo in Corsica, dove si sono concluse il 24 novembre 2006.